# Giải PFCS cho biên tập xuất sắc nhất
Giải PFCS cho biên tập xuất sắc nhất là một giải của "Hội các nhà phê bình phim thành phố Phoenix" (Hoa Kỳ) dành cho biên tập phim, được bầu chọn là xuất sắc nhất. Giải này được lập từ năm 2000.

## Các người đoạt giải

### Thập niên 2000
| Năm  | Phim                                          | Biên tập viên       |
| ---- | --------------------------------------------- | ------------------- |
| 2000 | Requiem for a Dream                           | Jay Rabinowitz      |
| 2001 | Memento                                       | Dody Dorn           |
| 2002 | Chicago                                       | Martin Walsh        |
| 2003 | The Lord of the Rings: The Return of the King | Jamie Selkirk       |
| 2004 | Eternal Sunshine of the Spotless Mind         | Valdís Óskarsdóttir |
| 2005 | Sin City                                      | Robert Rodriguez    |
| 2006 | The Departed                                  | Thelma Schoonmaker  |
| 2007 | No Country for Old Men                        | Roderick Jaynes     |
| 2008 | Slumdog Millionaire                           | Chris Dickens       |

Bản mẫu:PFCS Awards Chron